# Забіне Гак
Забіне Гак (нім. Sabine Hack, нім. вимова: [zaˈbiːnə ˈhak]; нар. 12 липня 1969) — колишня німецька професійна тенісистка. 
Здобула чотири одиночні та один парний титул  туру WTA.
Найвищу одиночну позицію світового рейтингу — 13 місце досягнула 16 січня 1995, парну — 94 місце — 19 вересня 1994 року.
Завершила кар'єру 1997 року.

## Фінали туру WTA

### Одиночний розряд (4 титули, 4 поразки)
| Легенда               |
| Grand Slam (0)        |
| WTA Championships (0) |
| Tier I (0)            |
| Tier II (1)           |
| Tier III (1)          |
| Tier IV & V (2)       |

| Результат | Ранг | Дата            | Турнір                                                | Покриття | Опонент           | Рахунок            |
| --------- | ---- | --------------- | ----------------------------------------------------- | -------- | ----------------- | ------------------ |
| Поразка   | 1.   | 24 липня 1989   | Swedish Open, Швеція                                  | Ґрунт    | Катарина Малеєва  | 1–6, 3–6           |
| Перемога  | 1.   | 2 грудня 1991   | Сан-Паулу, Бразилія                                   | Ґрунт    | Вероніка Мартінек | 6–3, 7–5           |
| Поразка   | 2.   | 22 березня 1993 | Х'юстон, США                                          | Ґрунт    | Кончіта Мартінес  | 3–6, 2–6           |
| Перемога  | 2.   | 25 жовтня 1993  | Curitiba, Бразилія                                    | Ґрунт    | Флоренсія Лабат   | 6–2, 6–0           |
| Перемога  | 3.   | 23 березня 1994 | Х'юстон, США                                          | Ґрунт    | Марі П'єрс        | 7–5, 6–4           |
| Перемога  | 4.   | 2 січня 1995    | Джакарта, Індонезія                                   | Тверде   | Іріна Спирля      | 2–6, 7–6(8–6), 6–4 |
| Поразка   | 3.   | 10 липня 1995   | Internazionali Femminili di Tennis di Palermo, Італія | Ґрунт    | Іріна Спирля      | 6–7(1–7), 2–6      |
| Поразка   | 4.   | 15 липня 1996   | Internazionali Femminili di Tennis di Palermo, Італія | Ґрунт    | Барбара Шетт      | 3–6, 3–6           |

### Парний розряд (1 титул, 1 поразка)
| Результат | Ранг | Дата           | Турнір             | Покриття | Партнер           | Опоненти                         | Рахунок       |
| --------- | ---- | -------------- | ------------------ | -------- | ----------------- | -------------------------------- | ------------- |
| Поразка   | 1.   | 1 серпня 1988  | Афіни, Греція      | Ґрунт    | Зільке Франкль    | Сабрина Голеш Юдіт Візнер        | 2–6, 6–7(4–7) |
| Перемога  | 1.   | 25 жовтня 1993 | Curitiba, Бразилія | Ґрунт    | Вероніка Мартінек | Клаудія Чабалгойті Андреа Віейра | 6–2, 7–6(7–4) |

## Фінали ITF

### Одиночний розряд (1–3)
| Легенда         |
| --------------- |
| Турніри $10,000 |

| Результат | Ранг | Дата            | Турнір                            | Покриття | Опонент        | Рахунок       |
| --------- | ---- | --------------- | --------------------------------- | -------- | -------------- | ------------- |
| Поразка   | 1.   | 15 жовтня 1984  | Хайфа, Ізраїль                    | Ґрунт    | Габріела Діну  | 6–3, 5–7, 4–6 |
| Поразка   | 2.   | 5 серпня 1985   | Реда-Віденбрюк, Західна Німеччина | Ґрунт    | Зілке Маєр     | 5–7, 4–6      |
| Поразка   | 3.   | 12 серпня 1985  | Кіцбюель, Австрія                 | Ґрунт    | Нанетте Шутте  | 4–6, 1–6      |
| Перемога  | 4.   | 23 вересня 1985 | Софія, Болгарія                   | Ґрунт    | Гана Фукаркова | 6–1, 6–2      |

### Парний розряд (0–1)
| Результат | Ранг | Дата             | Турнір                   | Покриття | Партнер        | Опоненти                           | Рахунок  |
| --------- | ---- | ---------------- | ------------------------ | -------- | -------------- | ---------------------------------- | -------- |
| Поразка   | 1.   | 2 листопада 1987 | Telford, Велика Британія | Тверде   | Ingrid Peltzer | Євгенія Манюкова Наталія Медведєва | 0–6, 2–6 |